# 京保既有线动车组列车
北京南—保定既有线动车组列车（D6625/D6626次）是中国铁路北京局运行于首都北京市至河北省保定市间的的临时动车组列车，经京广既有线运行，于每年暑期7月1日-8月31日开行。该车最早开行于2016年暑期，2017年、2018年、2019年及2020年暑期亦有开行。

## 时刻表
| D6625次 | D6625次 | 停靠站 | D6626次 | D6626次 |
| 到点    | 开点    | 停靠站 | 到点    | 开点    |
| ------- | ------- | ------ | ------- | ------- |
| —       | 11:24   | 北京南 | 14:58   | —       |
| ↓       | ↓       | 高碑店 | 14:06   | 14:10   |
| —       | 12:37   | 保定   | —       | 13:36   |

## 相关
- 京保动车组列车